# Пяцкое
Пяцкое — упразднённая деревня в Монастырщинском районе Смоленской области России. Ныне урочище в четырех километрах на северо-запад от с. Соболево.

## История
По преданию, название деревни «Пяцкое» происходит от пяти фамилий первых жителей деревни: Кучеровы, Деменковы, Новиковы, Мищенковы, Терещенковы. Деревню основали пять семей, получившие право иметь свой надел земли, после отмены крепостного права в 1861 г.
Расположена в живописной местности, на правом берегу реки Вихры. Окружают рощи из лиственных пород деревьев: дуб, липа, клен, береза, ольха, вяз, ясень, орешник, богатыми грибами, ягодами. Почвы суглинок, глинистые, хорошо растут лен, рожь, картофель, бобовые. В окрестностях водятся кабаны, лоси, волки, лисицы, зайцы.
В 50-х годах XX века насчитывалось около 30 дворов. В начале 30х годов в деревне был организован один из первых в районе колхоз «Искра». Инициатором создания колхоза был житель деревни, коммунист, Андрей Терехин. Также по его инициативе была построена первая в районе семилетняя школа, которая существовала до середины шестидесятых годов. Первым председателем колхоза «Искра» также был А.Терехин, убитый местными кулаками выстрелом в мае 1931 г.
Во время Великой Отечественной войны (гитлеровская оккупация с июля 1941 по сентябрь 1943 гг) на фронт ушли все мужчины деревни (около 30 чел.), с войны вернулось четверо. В послевоенные годы деревня Пяцкое последовательно входила в колхоз им. Ленина, «Показатель», совхоз «Носково», совхоз «Соболевский». За годы Советской власти в полностью неграмотной деревне из числа жителей были подготовлены специалисты с высшим и средним-специальным образованием, всего 11 человек.
Деревня исчезла в 1991 г, как и все остальные деревни в округе: Приволоки, Сивково, Мякшино, Зазыбино, Капустино, Юрино, Карлово, Гололобово и ряд других. Последним жителем деревни (1991г) был из семьи Деменковых, Николай Варфоломеевич.
Ныне потомки деревни живут в соседнем с. Соболево, Монастырщино, гг. Смоленск, Москва, С.-Петербург, Новосибирск и др.